# BUD BOY
『BUD BOY』（バッドボーイ）は、市東亮子による日本の漫画作品。1992年から2009年にかけて秋田書店の発行する少女漫画雑誌各誌で連載された。

## 概要
延べ17年、計21冊に及ぶ作者の代表作の一つ。中国神話風の天界の花園の精霊が、人間界で生活しながら怪魔や妖魔から花の精を守るため活躍する様子を描いたファンタジー作品。タイトルは「BAD（悪）」ではなく「BUD（蕾）」で主人公を表している。
1992年12月発売のプリンセス増刊『恋姫』（秋田書店）1993年1月25日号に初掲載された。以後、同誌や『月刊プリンセス』、『別冊プリンセス』、『プリンセスGOLD』（いずれも秋田書店）で連載され、2003年に本編が完結。その後発表されていた番外編も含め2009年にシリーズ完結した。単行本は本編が全19巻および番外編が計3巻、文庫版は本編と番外編「純愛迷走」を収録した全10巻が秋田書店から刊行されている。
1996年にはラジオドラマとなり、同年ドラマCDとして発売された。
2004年8月時点における本編『BUD BOY』全19巻の累計発行部数は380万部に達する。

## あらすじ
花々を司る天界の仙人（通称花仙）の皇子であり、花仙達の軍隊の総大将も務める少年・蕾は、常日頃の粗暴な言動がたたり人間界に追放されてしまう。持ち前の無頼な性格で人間界になじんだ蕾は、彼を追って人間界にやってきた花仙の薫、幼なじみであり樹木を司る緑仙の東雲、盛り場で知り合ったヤンチャな高校生透らともに、花の精や怪魔と呼ばれる妖怪たちが引き起こす事件を解決。そして、自身の出自にも関係する風の仙人（風仙）達の内乱や、天界を滅さんとする勢力との争いに巻き込まれていく。

## 登場人物

### 天界・華恭苑
蕾（つぼみ）
声 - 田野恵
主人公の天界の花仙。天界の花園・聖仙郷華恭苑の武将たちを束ねる総大将・御大花将（ぎょだいかしょう）の位を持つ花の皇子。父は天界の風の帝たる玉帝、母は花の帝たる錦帝。花仙にあるまじき振る舞いから母によって天界から落とされ、半ば好んで人間界で暮らす。童顔だが腕っ節が強く、人間界では不良少年のように振る舞うが、下界の花精たちには優しい。花を憂いなく咲かせるため、怪魔などの魔の手から花の精を守る。幼い少年の姿をしているが、命に関わるほどに強大な力を宿している為、青年の外見の真の姿を封印している。俗界に落とされたほどの素行の悪さだが、両親から受け継いだ美貌は女性と間違われるほどである。東雲も皇女（ひめ）だと錯覚した一人だが、未だに性別を間違われる事が度々ある。東雲の双児の弟である「贄の皇子」と心を通わせ、当初は天界と畏界を一触即発の危機に陥らせる危険な行動に走り、東雲にも動揺を齎した事も。後に彼の夢を訪れ一時を過ごすようになる。しかし、彼を慕うあまり天神界の贄として生み出された余音の心情を察する事が出来ず、くだらない魂と暴言を叩きつけてしまう。
妙香花仙・薫（かおる）
声 - 子安武人
蕾の養育係。玉帝の巫覡（かんなぎ）として天風軍の風仙達に崇拝される「妙香花仙」の位にあり、位の示す通りの芳しき高貴な香を有し「花の中の花」と謳われ数多の聖仙に尊敬や恋慕などの様々な形の想いを寄せられている。東雲の兄・五百重とは、彼に薬理を授かった師弟関係にある。れっきとした男性だが、生半可な女性よりも麗しい嫋やかな麗人。花仙を生み出す「花産みの儀」で筆を走らせ姿形を為す麗姿花仙、糸を繰り色を定める染絢花仙、彼女らと共に新たな花仙の産みの親とも言うべき「主冠大仙」の一人である。楽を奏する事により新たな花仙に「香り」を与えるのが薫の役目である。蕾を追って人間界に降り香玉を売って生活費を稼ぐなど意外な才能を発揮するが、天然ゆえに奥様方に狙われてもいる為、その件では蕾の頭痛の種となっている。少し頭の悪い畏界の怪魔・来尾（らいび）に懐かれて手伝ってもらったり、悪魔族の舎代（しゃだい）にも好意を抱かれ助けられたりなど。正邪を問わず想いの形は数多あれど愛されている。その楽の音により風仙四天王を招集したりもする特別な存在である為、天界の乗っ取りを企む天竜王に拉致されたり、争奪戦が繰り広げられる事も少なくない。下界の俗気に弱く、疲れやすい。怪魔が創り出した雪塊（ゆきくれ）の器に人の乙女の魂を封じた紗景（さえ）と束の間の恋に落ち、創り主である怪魔を蕾が倒した為、儚く散った彼女を今でも想い続けている。
錦花仙帝・麗（うらら）
声 - 島津冴子
蕾の母。華恭苑を統べる花の帝・錦花仙帝（きんかせんてい）。天の川を司る光明界の巫女長・天泉源女（てんせんげんにょ）の娘。今でこそ蕾の悪戯三昧に顔を引き攣らせて俗界に落としたりもするが、錦帝として即位したばかりの頃はこっそりと宮殿を抜け出すなど、決して息子をどうこう言えないようなお転婆ぶりだった。
彩八将
御大花将直属の8人の将。それぞれが配下に軍隊を抱えており、名前から1文字をとり、素白将軍の軍隊であれば白軍・紅火軍団であれば紅軍と呼ばれている。それぞれの軍の兵士は自分達の将のことをやはり「白将」「紅将」と呼称する。
素白将軍（老伯将）（ろうはくしょう）
蕾の武術の師であり、前の「御大花将」だった武人。御大花将たる蕾のすぐ下に位置する「彩八将（さいはっしょう）」の一人で「素白（そびゃく）将軍」である。異名を「聖白鬼（せいびゃっき）」と言い、邪悪な慧兌回神（えだえしん）に一目置かれるほどの実力の持ち主。桃の節句での天界の重要な行事で「花の皇女」として奉納舞を為す責務を嫌う蕾をペテンにかけてもと東雲らと図ったり、騙されたのは逃げてばかりで内容を知らなかったからでしょうと言い放って蕾の反論を封じるという強者である。
酔姫将軍(すいきしょうぐん）
彩八翔の紅一点。小蓬莱の守護を担当。
紅火将軍(こうかしょうぐん）
天界の負礼堂(罪を犯した天仙や怪魔などを収監する牢獄）の管理・警備を担当。体格の良い男性。
輝金将軍（ききんしょうぐん）
天界の聖獣苑の（鳳凰などの幻獣が飼育されている施設）の管理・警備を担当。天界一の幻獣使いと言われており、あらゆる幻獣を制御できる鞭を持つ。
蒼潤将軍
藍影将軍
曙橙将軍
紫水将軍
曄姫（あかりひめ）
蕾の妹分的存在で、艶王大公という錦花仙帝につぐ高位花仙の姫。東雲に一方的に好意を寄せているが、報われない。
細（きさら）
上述の曄姫お付きの侍女。

### 天界・神扇山
東皇使・東雲（とうこうし・しののめ）
声 - 飛田展男
永輪樹帝の第8皇子。母は桃源郷を統治する恵穣果帝（けいじょうかてい）である。蕾の友人で幼なじみ。天界の樹仙で、地上に春を告げる役割である東皇使の位を持つ。父・永帝の後継である「瑞峰殿」万葉太子・萌（まんようたいし・もえ）の右腕にあたる役職の「緑修天司」に内定しており、留学のため蕾よりも一足早く人間界で暮らす。愛欲をも司る事により常にフェロモンを放出しているが普段はそうでも無いものの、それが春になると強くなり「猫にまたたび」状態で性別を問わず周囲の人間が変態じみた行動に走ってしまう事もある。天神界と魔神界のお互いの贄の存在を知り衝撃を受けると共に、双児の弟皇子が魔神界の贄だと知って苦悩する。第5皇子である上条宗司・五百重（じょうじょうそうし・いほえ）より下の兄達には日頃から世話になっているが、その上の兄達や両親は位階が離れており顔を合わせる事すら滅多にない。至極真面目な兄・五百重の娘であるにもかかわらず似ても似つかぬ怪しげな薬を作っては悪戯をしでかす「万儀法師」萌葱には、叔父として頭を抱えている。
上条宗司・五百重
万儀法師・萌葱
理拝教授
勅典座・月枝

### 人間界
川原田 透（かわはらだ とおる）
声 - 関俊彦
蕾がゲームセンターで知り合った高校生で、彼を弟分として可愛がるようになる。東雲とは同じ高校のクラスメート。授業をさぼり繁華街をうろつく、チーマーと交流があるなど一見素行不良だが、根は優しくて純粋。実家は裕福だが父親に反発し家を出て一人暮らし。蕾と薫が（主に薫が稼いだ金銭で）ホテル住まいをしている事を知り、二人を自身のマンションに住まわせる。蕾や東雲との交流を通し花に興味を持ち始め、和漢薬の老博士と知りあい師事を受けるなど、彼らとの出逢いがその人生に大きな変化を齎している。
立花夕姫（たちばなゆき）
声 - 中川亜紀子
怪我で入院した川原田透が病院で知り合った少女。小さい頃から体が弱く入退院を繰り返していたが、透との交流で生きる意欲を取り戻し手術を受け無事に退院。小学校に通うなど普通の生活を送り始める。蕾を始めとする天界の仙人とも交流がある。
三田
川原田透の友達でチーマー達のリーダー。透との繋がりで蕾とも交流がある。
田科英子
父親が運営する田科植物研究所で働く若い女性。後述の西野教行とは幼なじみで、学生の頃から思いを寄せている。人間界では東雲は田科家の親類という事になっており、英子の家に同居している。
西野教行
田科植物研究所にて、植物の研究をしている学者。幼少時より「花や樹木と話したい」という強い思いがあり、その思いにつけ込まれ花精に利用された事もあった。前述の田科英子とは幼なじみ。
久保沢先生
川原田透が後に師事を受けることになる和漢薬の権威。気さくな老人。

### 風仙
玉風大帝・都流（つる）
蕾の父。風仙を統べる風の帝・玉風大帝（ぎょくふうたいてい）。風の性ゆえに一つ所に留まる事無く気紛れなだけに見えるが、数少ない天命を遵守し、子は最愛の妻・錦帝の産みし花の皇子のみという誓いを守る。終盤、玉帝の座を争って敗れても敗北を認めず天竜王と名乗って天界の乗っ取りを企む雄士呂（おじろ）や世界を呪う余音の策謀に苦しむ息子の窮地に駆け付ける。極端な照れ屋で蕾の様子をこっそり覗きには来られるのに、面と向かって逢うのに照れてしまって出来ないという親馬鹿である。生まれてから一度も相見えぬまま長い歳月が過ぎ去った為、蕾には「父はオレを愛してはいないのだ」とずっと誤解されていた。愛妻家で錦帝を口説く為に風の性にしては長逗留をし、四天王を驚かせたほどである。未だに前の東風王だった羽矢房（はやぶさ）がなぜ「東風王」を退いたのか理由がわからないとぶつぶつ言う事があり、現「東風王」を困惑させている。
無頼風・羽矢房（はやぶさ）
元は玉風大帝の側近で、風仙の軍隊を統率する四天王の筆頭を務めていたが、とある責を受けその位を退く。以降は無頼風（風仙軍には属さず気ままに行動する風仙）の頭目として暮らしている。妙香花仙の崇拝者。
風仙軍四天王
風仙軍は風仙達で構成された軍隊で東風・南風・西風・北風の四つに分かれており、それぞれに「王」を抱く。四天王は玉風大帝の側近であり、特に東風王は四天王の筆頭でもある。
東風王・朱鷺（こちおう・とき）
四天王筆頭。前述の羽矢房が東風王だった際の准将でもあった。
南風王・九赤句（はえおう・くじゃく）
派手なタイプの青年。羽矢房同様、妙香花仙の崇拝者
西風王・小岐（まぜおう・さぎ）
北風王・野重（きたげおう・ぬえ）
褐色の肌の若者。後述の妃夜の方の実弟
妃夜の方（ひよのかた）
かつては玉風大帝の座を争ったこともある女傑で凄まじい戦闘力を持つ女性の風仙。一時、玉風大帝・都流に同志的な立場で寵愛されていた。野心家で、他の男性風仙との間に生まれた子（後述の王鳥太子）を玉風大帝との子と偽り、帝位を継がせようと企んだ。
王鳥太子（おうとりたいし）
前述の妃夜の方の息子。
早渡（さわたり）
女性風仙で構成される軍隊「女の風軍（めのかぜぐん）」に所属しており、王鳥太子の側近。太子に想いを寄せている。
雄士呂（おじろ）
羽矢房の実兄。玉風大帝の座をめぐる争いで都流に敗れたがその結果を不服とし、自身のシンパとともに離脱。天竜王を名乗り、独自の風仙の帝国を築こうと目論む。

### 怪魔界
太玄怪魔大王（怪魔王）
怪魔界を統べる王。残忍で冷酷無比な性格だが、異界でピンチに陥った蕾や薫・東雲を助けることもあるなど何を考えているかわからない性格。先代怪魔王の側近だったが下克上で先王を倒し即位。一兵士時代の玉風大帝・都留とは友人関係にあった。
珂燭姫（かしょくき）
怪魔王の寵姫で、江戸時代の大名家の姫のような装いをしている。怪魔王同様、残忍で冷酷無比な性格だが、こちらは蕾を傷付けていたぶるのが好きなど怪魔王に比べると分かりやすい。
オババ
畏界に住む妖術使いの老女。形代を用いた招魂術などかなり高度が妖術が扱え、珂燭姫・余音の悪だくみを妖術でサポートする。
来尾（らいび）
下っ端怪魔で珂燭姫の幼なじみ。怪魔王の側近を目指しており、「大きな花の精」を捕まえて怪魔王献上すればなれるかもという珂燭姫の戯言を真に受け人間界を訪れ、一度目は失敗。二度目に来訪した際、運よく薫と遭遇するが、彼に心を奪われてしまう。
笑耶（えみや）
畏界の踊り子で珂燭姫の妹分。来尾に比べ妖力は高い。
舎代（しゃだい）
怪魔界に住む悪魔族で常に黒いスーツを纏っている。元は人間の魔法使い。悪魔を召喚した女性が薫の顧客だったことから薫と知り合い、その縁で蕾や来尾とも交流を持つ。
エゼル
舎代と同じく悪魔だが、こちらは生まれついての悪魔。
余音（あまね）
畏界に生を受けた皇子だが、女天神と魔神獣との間に生を受け、東雲の双児の弟である樹帝の第9皇子が畏界の贄の皇子であるように、彼は天界の贄の皇子として天神界に差し出された。ただし、東雲の弟とは異なり彼にとっての蕾という存在が無く、荊の獄（ひとや）に閉ざされ救世の曲を奏で歌い続ける宿命を呪い、様々な策略を巡らせ全てを破壊しようとした。

## 書籍情報
新書版コミックス
- 市東亮子『BUD BOY』秋田書店〈プリンセスコミックス〉全19巻

1. 1993年06月発行 ISBN 4253078613
2. 1994年09月発行 ISBN 4253078621
3. 1994年12月発行 ISBN 425307863X
4. 1996年02月発行 ISBN 4253078648
5. 1996年06月発行 ISBN 4253078656
6. 1997年04月発行 ISBN 4253078664
7. 1998年02月発行 ISBN 4253078672
8. 1999年04月発行 ISBN 4253078680
9. 2000年03月発行 ISBN 4253078699
10. 2000年05月発行 ISBN 4253078702
11. 2000年11月発行 ISBN 4253079970
12. 2001年05月発行 ISBN 4253079989
13. 2001年07月発行 ISBN 4253079997
14. 2001年09月発行 ISBN 4253080006
15. 2001年12月発行 ISBN 4253192114
16. 2002年05月発行 ISBN 4253192122
17. 2002年10月発行 ISBN 4253192130
18. 2003年01月発行 ISBN 4253192149
19. 2003年07月発行 ISBN 4253192157

- 市東亮子『BUD BOY 番外編』秋田書店〈プリンセスコミックス〉全3巻

1. 純愛迷走 2004年8月12日発売 ISBN 978-4-253-19216-3
2. 空心鳥 2009年7月16日発売 ISBN 978-4-253-19217-0
3. 春指南 2009年11月16日発売 ISBN 978-4-253-19219-4

文庫版コミックス
- 市東亮子『BUD BOY』秋田書店〈秋田文庫〉全10巻

1. 2006年01月10日発売 ISBN 978-4-253-17989-8
2. 2006年04月07日発売 ISBN 978-4-253-17990-4
3. 2006年07月07日発売 ISBN 978-4-253-17991-1
4. 2006年10月06日発売 ISBN 978-4-253-17992-8
5. 2007年01月10日発売 ISBN 978-4-253-17993-5
6. 2007年04月10日発売 ISBN 978-4-253-17994-2
7. 2007年04月10日発売 ISBN 978-4-253-17995-9
8. 2007年07月10日発売 ISBN 978-4-253-17996-6
9. 2007年10月10日発売 ISBN 978-4-253-17997-3
10. 2008年01月10日発売 ISBN 978-4-253-17998-0

小説
- 著：渡辺麻実、原作：市東亮子『小説BUD BOY -百年の想い〜哀しみの花嫁』秋田書店〈秋田文庫ノベルズ〉単巻

1. 2002年 ISBN 978-4-253-17905-8

## ラジオ
NACK5にて、『VIRTUAL ADVENTURE』内のワンコーナーとして1996年4月 - 6月に放送された。パーソナリティは関俊彦、子安武人。番組内で放送されたラジオドラマがCD化されている。
スタッフ
- 原作 - 市東亮子
- 脚本 - 渡辺麻実、平詩野
- 音響監督 - 本田保則、溝口綾
- 音楽 - 米光亮
- 音響効果 - 須藤輝義（スワラプロダクション）
- 録音 - 中野陽子（スリーエススタジオ）、市川修（タバック）、伊藤恭介（スタジオ・エコー）
- 音響制作 - 中田喜久枝（アーツプロ）

主題歌
オープニングテーマ「幸せを咲かせましょう」
作詞：横山武、作曲：前田克樹、編曲：見良津健雄、歌：田野恵・子安武人・関俊彦
エンディングテーマ「Mighty Dream」
作詞：小峰公子、作曲・編曲：井上日徳、歌：田野恵・関俊彦
CD
- CDシネマ1 花喰い花
- CDシネマ2 小夜曲
- CDシネマ3 無頼風
- 幸せを咲かせましょう／Mighty Dream （オープニング／エンディングテーマ）
- BUD BOY 花曲集 （サウンドトラック）